# فدام

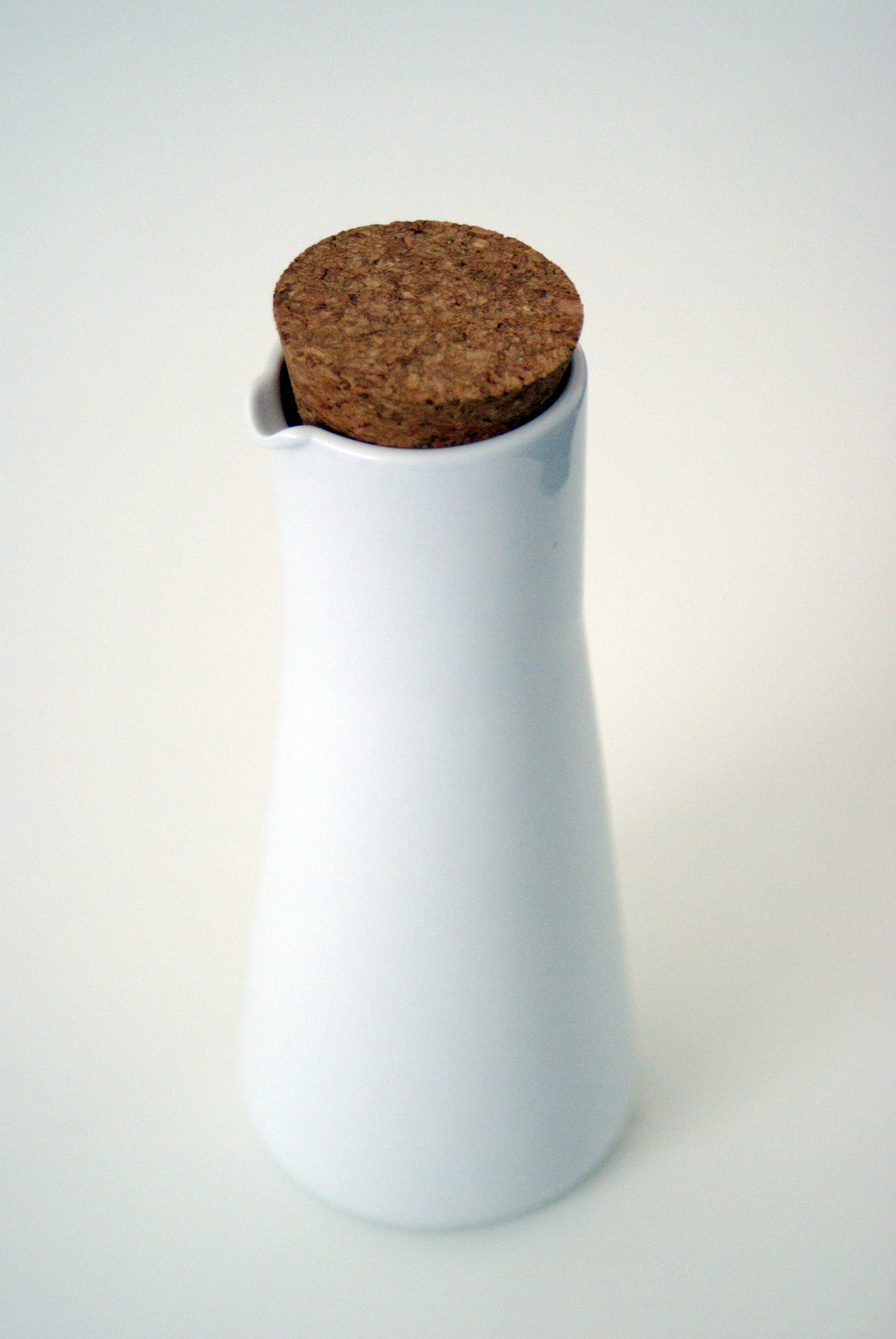
سدادة زجاجة من الخشب المعاد تصنيعه.

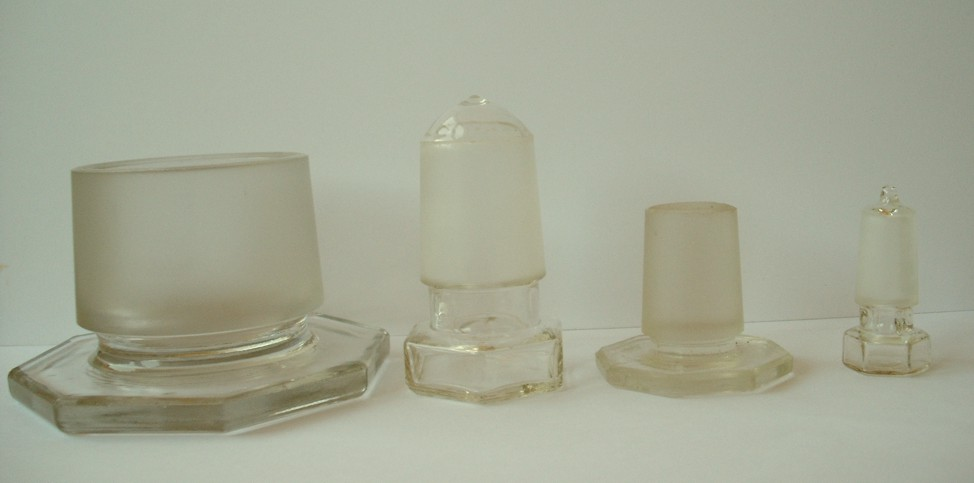
سدادة من الزجاج.

الفِدَام (الجمع: فُدُوْم) أو السِّداد أو السِّدَادَة أو السِّطَام أو الصِّمَام أو الفِلَّينة وهو أداة غالبًا ما تكون من الفلين، يعني الفدام أيضًا الأداة التي يوضع على فم إبريق ونحوه لتصفية ما فيه.

## طالع أيضًا
- خطام وتسمى فِدامة